# 遠い夏の日のウタ
「遠い夏の日のウタ」（とおいなつのひのウタ）は、日本の楽曲。作詞：吉岡オサム、作曲：川口真、歌：トワ・エ・モワ。

## 概要
1971年6月、NHKの『みんなのうた』で紹介。かつて夏に訪れた場所を懐かしむ様子を歌った楽曲。放送では2番の第1フレーズとコーダの一部が省略された。歌のトワ・エ・モワは同年2月 - 3月放送の「虹と雪のバラード」に続いて、2回目の『みんなのうた』出演。
当時キングレコードから発売された『みんなのうた』関連LPに上條恒彦のカバーで収録されたものの、再放送はされなかったが、「みんなのうた発掘プロジェクト」で音声が提供され、2012年6月に実に41年ぶりの再放送となった。
なおトワ・エ・モワの『みんなのうた』出演曲は、本曲と「虹と雪」の他、1972年8月 - 9月の「たとえば」と1973年2月 - 3月の「街にだかれて」の2曲があるが、定時番組での再放送は意外にも本曲が初である（「虹と雪」は『みんなのうた発掘スペシャル』で再放送されたが、定時番組では再放送されていない）。